# Rio Castelu
O Rio Castelu é um rio da Romênia, afluente do Danúbio, Mar Negro, localizado no distrito de Constanţa.